# Дитрих фон Хорне
Дитрих фон Хорне/Дирк ван Хорн (на немски: Dietrich von Horne/Dietrich von Horn; на нидерландски: Dirk van Horne/Dirk van Horn; * Хорнебург (Вестендорф); † 19 януари 1402, Оснабрюк) е епископ на Оснабрюк (1376 – 1402).

## Произход и управление
Дитрих е син от благородническата фамилия фон Хорне от замък Хорнебург (по-късно Харенбург) в североизточната територия на Оснабрюк. Според други източници той е син на господар/граф Вилем V фон Хорн-Алтена († 1357) и съпругата му Мехтилд фон Аркел († сл. 1376), дъщеря на Ян/Жан IV фон Аркел († 1360) и Ирменгард фон Клеве († 1362), дъщеря на граф Ото фон Клеве († 1310). Майка му Мехтилд фон Аркел се омъжва сл. 1357 г. втори път за Балдуин III фон Щайнфурт († 1394/1395). Брат е на Вилем VI фон Хорн-Алтена († 1415/1417).
Дитрих фон Хорне е избран през 1376 г. за епископ от катедралния капител на епископството Оснабрюк. Замъците на епископството тогава са окупирани от граф Ото фон Текленбург. Чрез битки някои от териториите са получени обратно.
В края на службата си старият и болен епископ Дитрих има конфликти с опозицията на водещите кръгове на епископството и той назначава един коадютор.